# توماس ماساريك
توماش غاريك ماساريك (بالتشيكية: Tomáš Garrigue Masaryk)‏ يُلفظ أحيانًا توماس ماساريك (7 مارس 1850 – 14 سبتمبر 1938)، كان سياسيًا ورجل دولة، وعالم اجتماع، وفيلسوفًا تشيكوسلوفاكيًا.  حتى عام 1914، دعا إلى إعادة تشكيل الإمبراطورية النمساوية المجرية لتصبح دولة اتحادية. بمساعدة دول الحلفاء، حصل ماساريك على استقلال جمهورية تشيكوسلوفاكيا عندما انتهت الحرب العالمية الأولى في عام 1918. شارك في تأسيس تشيكوسلوفاكيا مع ميلان راستيسلاف ستيفانيك، وإدوارد بينش وشغل منصب أول رئيس لها، أطلق عليه بعض التشيكيين اسم «الرئيس المخلّص» (بالتشيكية: Prezident Osvoboditel)‏.

## النشأة
وُلِد ماساريك لعائلة فقيرة من الطبقة العاملة في مدينة هودونين ذات الأغلبية الكاثوليكية، في مورافيا بسلوفاكيا (في جمهورية التشيك الحالية، ثم جزءًا من الإمبراطورية النمساوية). يوجد بالقرب من قرية كوبيتشني السلوفاكية، موطن والده جوزيف، وادعى أن القرية هناك مسقط رأسه. نشأ ماساريك في قرية جيكوفيتسه في جنوب مورافيا قبل أن ينتقل إلى برنو للدراسة.
ولد والده جوزيف ماساريك في كوبيتشني (ثم في الجزء المجري من الإمبراطورية النمساوية). كان جوزيف ماساريك سائق عربات، وبعد ذلك، أصبح مشرفًا وسائسًا في المزرعة الإمبراطورية في بلدة هودونين المجاورة. والدة توماش، تيريسي ماساريكوفا (قبل الزواج كروباتشكوفا)، كانت من مورافيا ذات أصل سلافي وتلقت تعليمًا ألمانيًا. كانت طاهية في المزرعة، قابلت ماساريك وتزوجا في 15 أغسطس 1849.

## التعليم
بعد المدرسة النحوية في برنو وفيينا من 1865 إلى 1872، ارتاد ماساريك جامعة فيينا وكان طالبًا لفرانز برنتانو. حصل على درجة الدكتوراه من الجامعة عام 1876 وأكمل أطروحته التي أهلته للأستاذية بعنوان الانتحار كظاهرة اجتماعية جماهيرية للحضارة الحديثة عام 1879. من 1876 إلى 1879، درس ماساريك في لايبزيغ مع فيلهلم فونت، وإدموند هوسرل. تزوج من شارلوت غاريغ، التي قابلها عندما كان طالبًا في لايبزيغ، في 15 مارس 1878. وعاشوا في فيينا حتى عام 1881، عندما انتقلوا إلى براغ.
عُين ماساريك أستاذًا للفلسفة في جامعة تشارلز فرديناند التشيكية، وهي القسم الناطق باللغة التشيكية من جامعة تشارلز، في عام 1882. وأسس في العام التالي مجلة أثينيوم، وهي مجلة مخصصة للثقافة والعلوم التشيكية. نُشرت أثينيوم، الذي حررها جان أوتو، لأول مرة في 15 أكتوبر 1883.
عارض ماساريك صحة القصائد الملحمية مخطوطة كرالوفيدفورسكي زيلينهورسكي، التي يُفترض أنها تعود إلى أوائل العصور الوسطى وتقدم شوفينية تشيكية قومية كاذبة. كما اعترض على فرية الدم اليهودية خلال محاكمة هيلسنر عام 1899.

## وصلات خارجية
- توماس ماساريك على موقع IMDb (الإنجليزية)
- توماس ماساريك على موقع الموسوعة البريطانية (الإنجليزية)
- توماس ماساريك على موقع إن إن دي بي (الإنجليزية)
- توماس ماساريك على موقع ديسكوغز (الإنجليزية)
- توماس ماساريك على موقع قاعدة بيانات الفيلم (الإنجليزية)